# Кремена гібридна
Кремена лікарська, кремена гібридна (Petasites hybridus) — рослина з родини айстрових (Asteraceae), або складнодвітих (Compositae).

## Опис

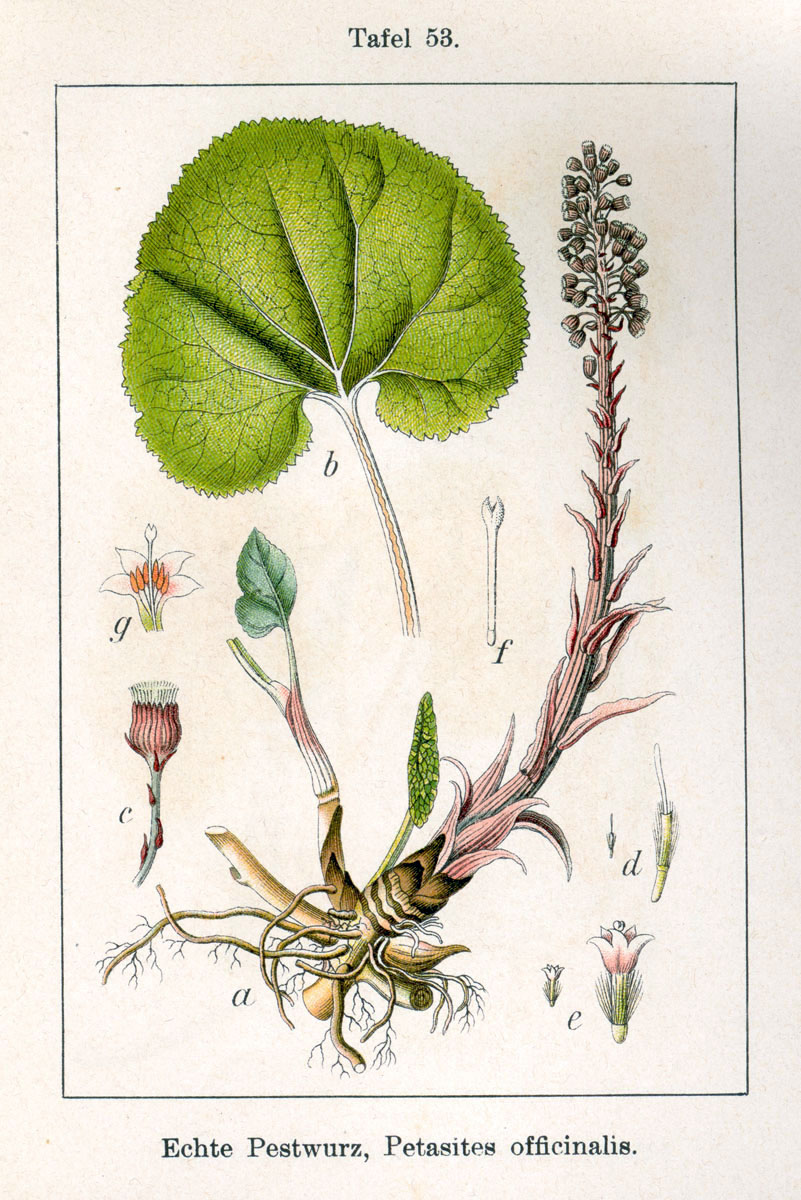

Багаторічна, дводомна, виразно ароматна рослина. Кореневище велике, повзуче. Висота стебла досягає 1 м під час плодоношення. Стебло принаймні спочатку запушене у верхній частині, червонувато-коричнево-пурпурне. Листки до 60 см в поперечнику, до 80 см завдовжки, округло-серцеподібні, кутасто-рівнозубчасті, щільні, зісподу білоповстисті, далі майже голі. Квітки — м'ясочервоні. Кошики — в довгастому гроні на покритому листочками довгому квітконосному стеблі. Плоди — жовтувато-коричневі сім'янки з пушком. 2n=60. Цвіте в березні — червні.

## Поширення
Зростає у Європі (Велика Британія, Ірландія, Австрія, Бельгія, Швейцарія, Чехія, Німеччина, Угорщина, Нідерланди, Польща, Словаччина, Росія, Білорусь, Молдова, Україна [вкл. Крим], Албанія, Болгарія, Боснія і Герцеговина, Греція, Хорватія, Італія [вкл. Сицилію], Північна Македонія, Чорногорія, Румунія, Сербія, Словенія, Іспанія, Франція [вкл. Корсику]) й Західній Азії (пн. Туреччина, Вірменія, Грузія, пн. Іран); натуралізований: США, Данія, Норвегія, Швеція, Естонія, Литва, Латвія; інвазивний у Фінляндії.
В Україні вид росте в Лісостепу, зрідка на Поліссі, у Карпатах і гірському Криму розсіяно — понад берегами річок і струмків, по вологих місцях.
Заготовлюють коріння — перед цвітінням рослини.

## Застосування
У корінні містяться речовини спазмолітичної дії (летка олія, синантрин, геліантин, інулін, петазин, гіркота, дубильні речовини, марганець, в листках — аскорбінова кислота). Застосовують у вигляді чаю при пропасниці, задишці, подагрі і в тих випадках, що й підбіл звичайний, а також при запорах, метеоризмі, виразковій хворобі шлунка та дванадцятипалої кишки.
Чай готують так: протягом 10 хвилин кип'ятять на малому вогні 1 чайну ложку подрібненого коріння в 1 склянці води. П'ють 2 склянки на день, ковтками. 

При подагрі беруть 2 столові ложки суміші коренів кремени лікарської (або коренів лопуха), кореневищ пирію повзкого, трави вероніки і трави фіалки триколірної у співвідношенні 2,5 : 2 : 2 : 3 на 1 л води, кип'ятять 15 хвилин і п'ють по півсклянки, 5 разів на день, через годину після їди.

При виразковій хворобі — 25 г кореневищ відварюють 20 хвилин в 1 л води. П'ють теплим протягом 2—6 місяців по 50 г за 30 хвилин до їди. Свіжі листки прикладають на застарілі виразки (фітонцидна дія).
Рослину рідко використовують як декоративну.

## Назва
Українська назва кремена утворена від слова кремінь і пов'язана з тим, що рослина зростає на кременистих ґрунтах. Рослина має низку українських синонімічних назв, зокрема: білокопитник, кременина, кремениця, кукурудзи, лопух, лопушник, маточник, підбіл, цар-зілля, шапочник.

## Галерея

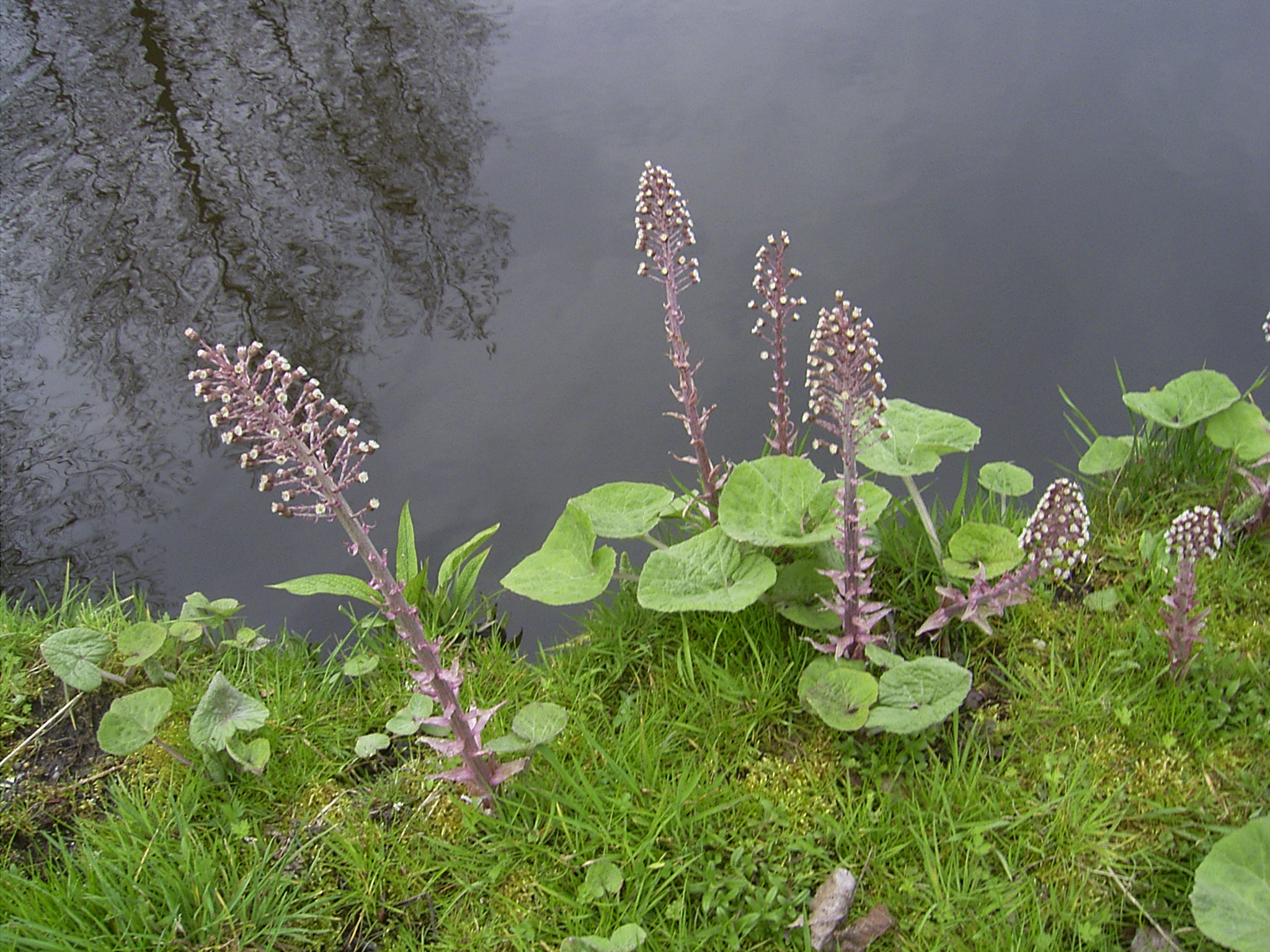
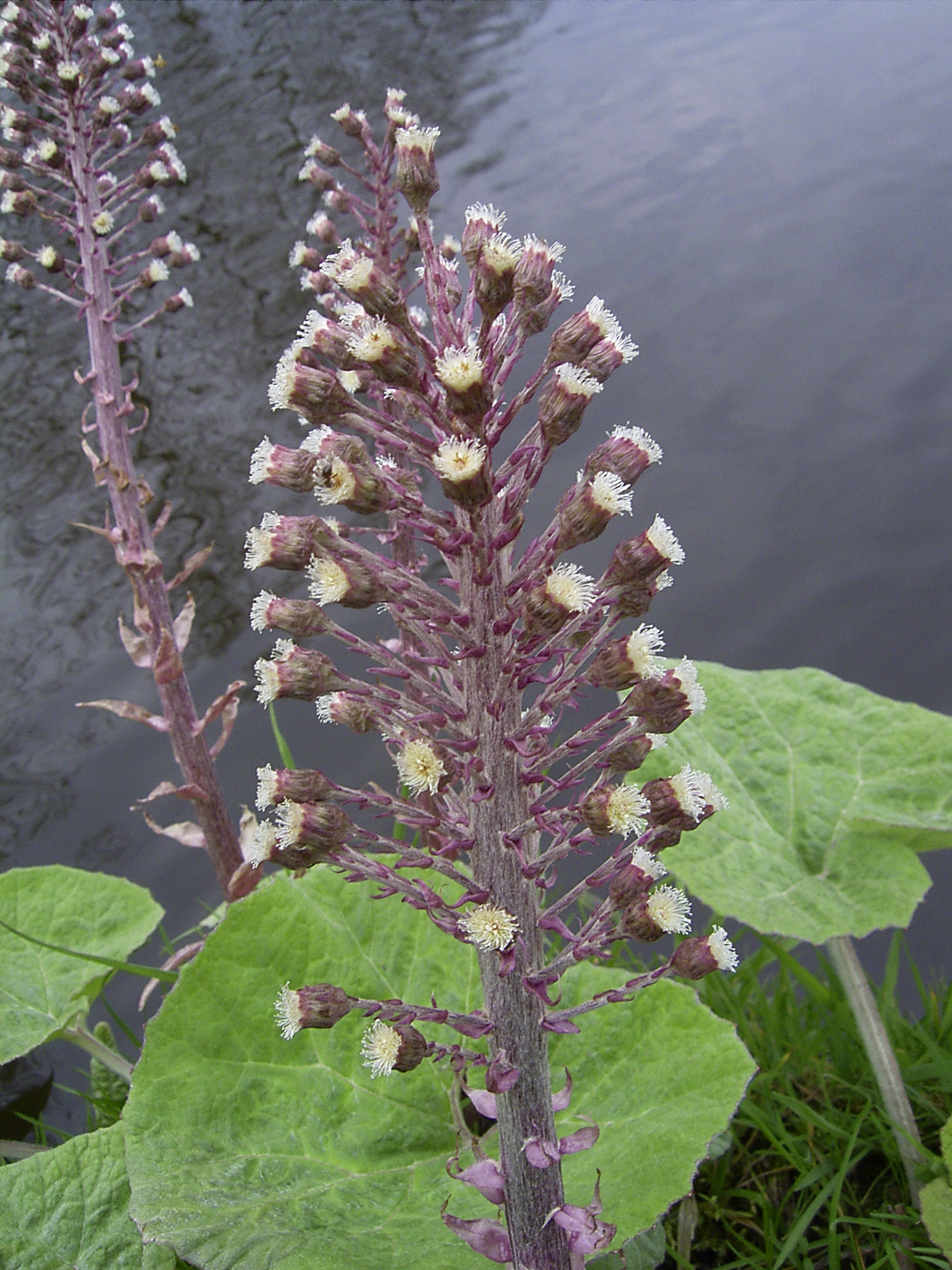
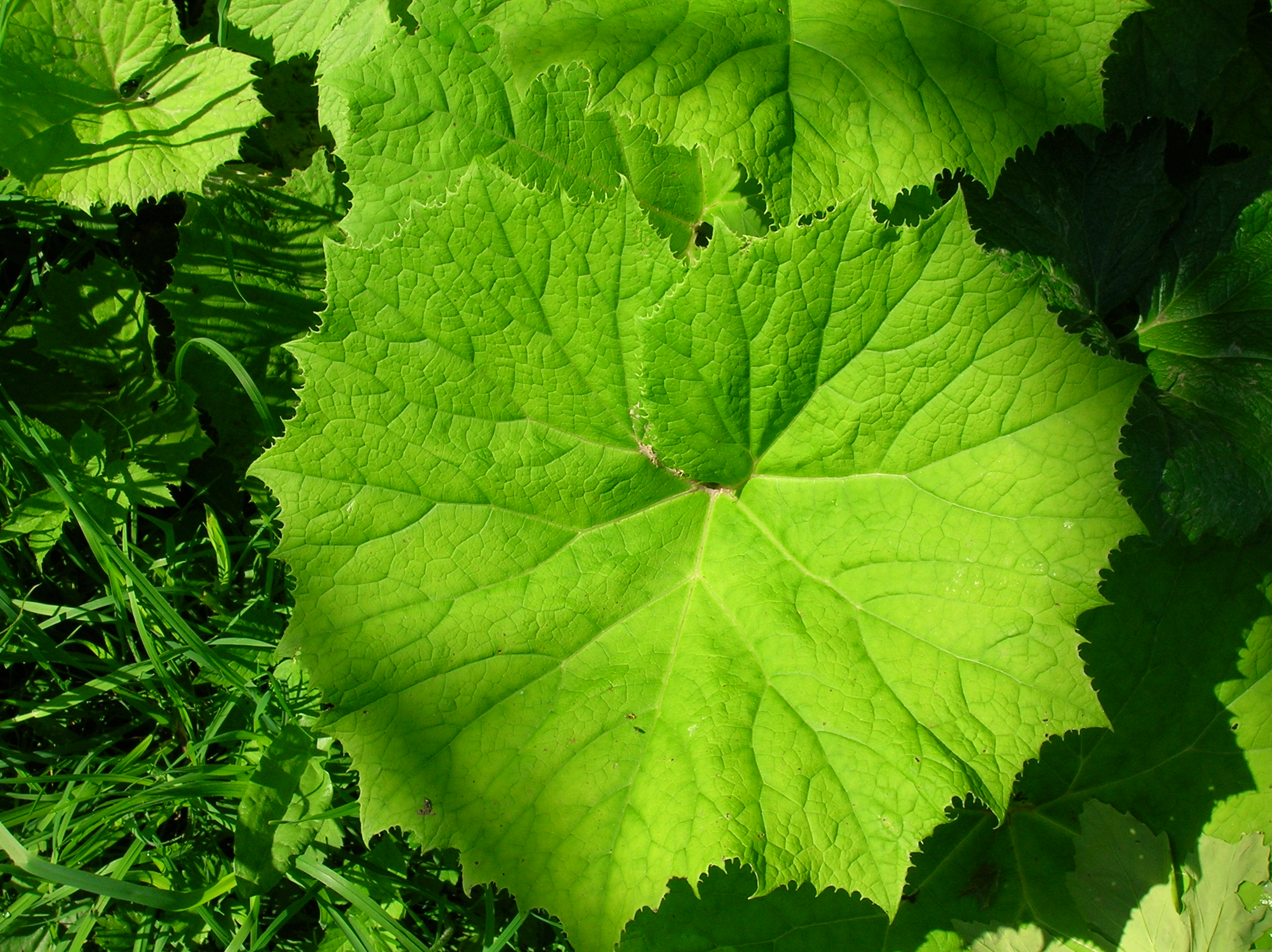
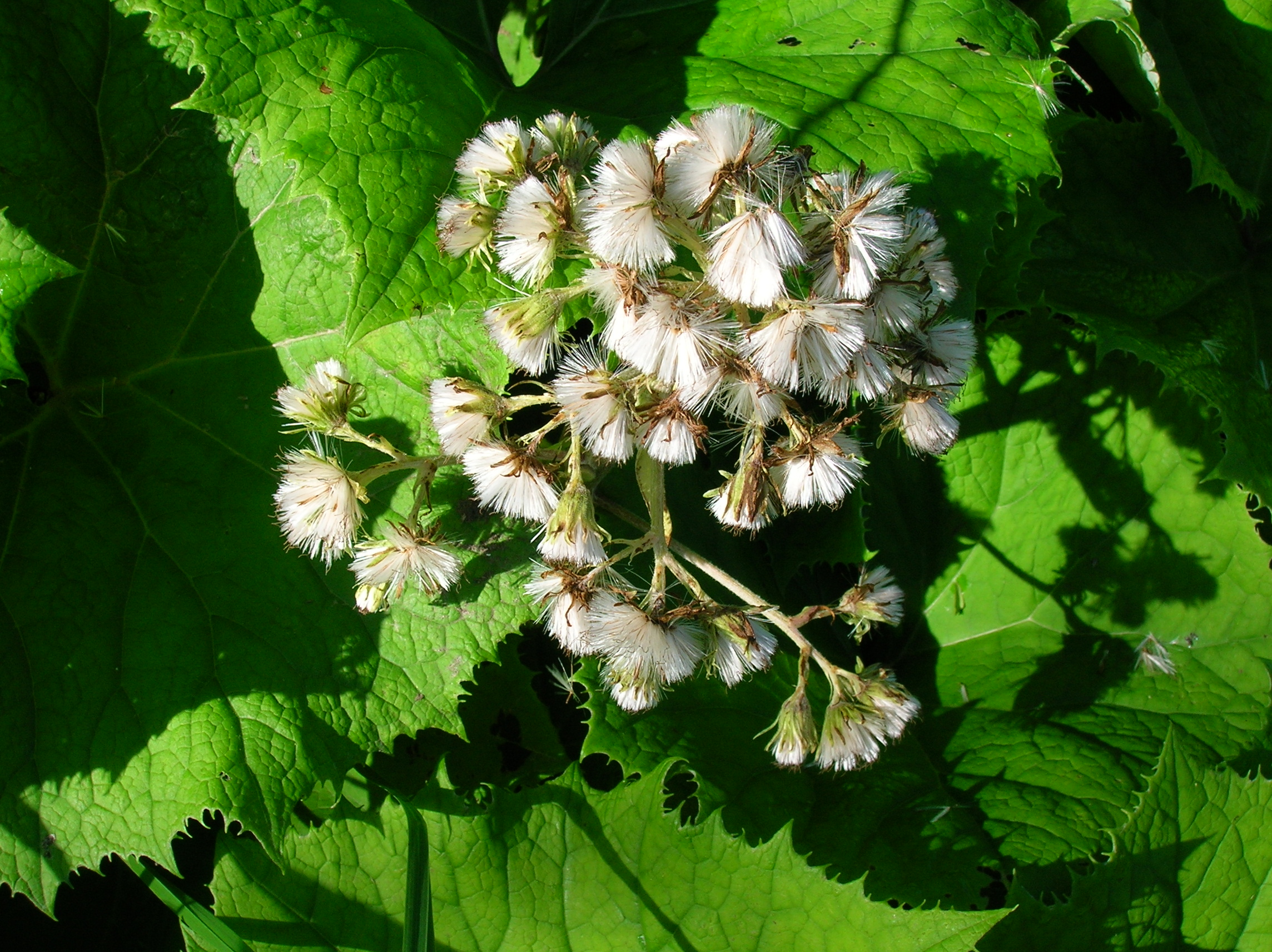
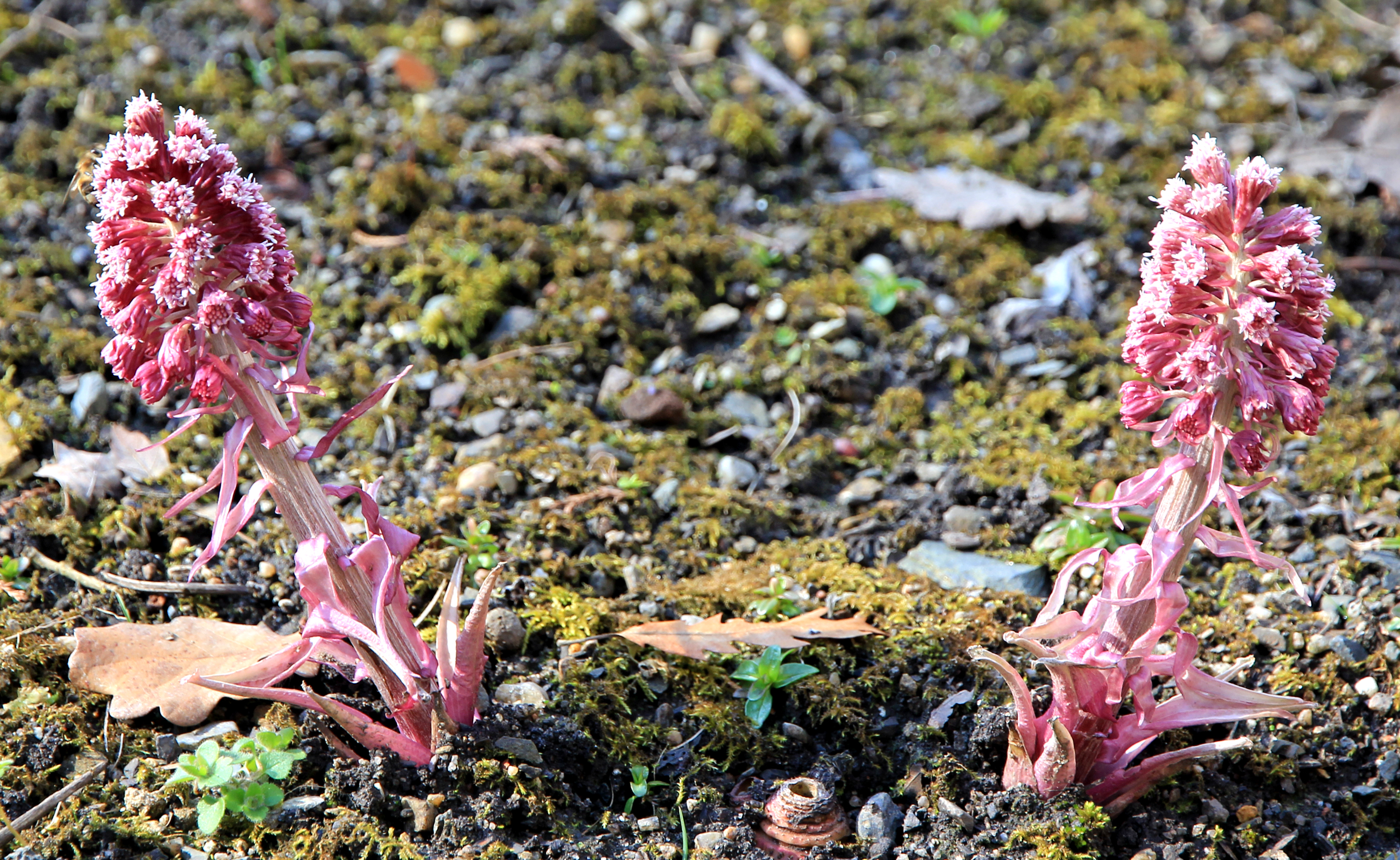
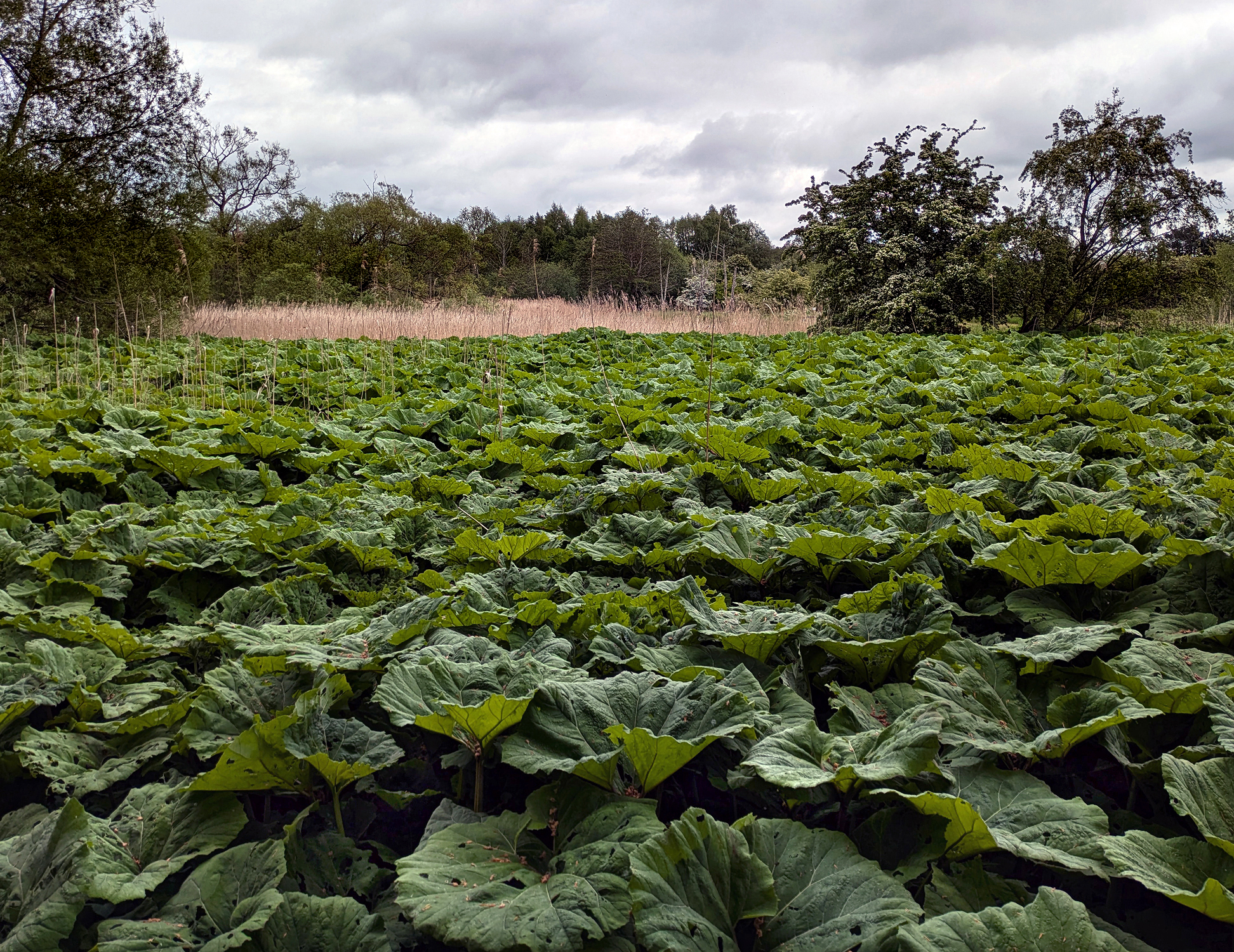